# Ксирокринийска чешма
Ксирокринийската чешма (на гръцки: Kρήνη της Ξηροκρήνης) е историческа османска чешма в македонския град Солун, Гърция.
Чешмата е разположена в махалата Ксирокрини, в района на железопътната гара, в двора на кооперацията на улица „Василики Пападопулу“ № 42. Чешмата е изградена с декоративна зидария от тухли и камък, като на фасадата има фалшив тухлен свод. Ктиторският надпис на чешмата е изчезнал и годината на издигането ѝ е неизвестна.